# Motorola 6800
Motorola 6800, MC6800, přesněji Motorola MC6800, je v informatice označení pro 8bitový mikroprocesor firmy Motorola představený roku 1974. Mikroprocesor byl součástí mikropočítačového systému M6800, který zahrnoval obvody pro sériové a paralelní rozhraní, RAM, ROM a další podpůrné integrované obvody. Oproti mikroprocesoru Intel 8080 z téhož roku, který vyžadoval tři napájecí napětí, vystačila celá stavebnice M6800 s jedním napájecím napětím 5 V.

## Charakteristika

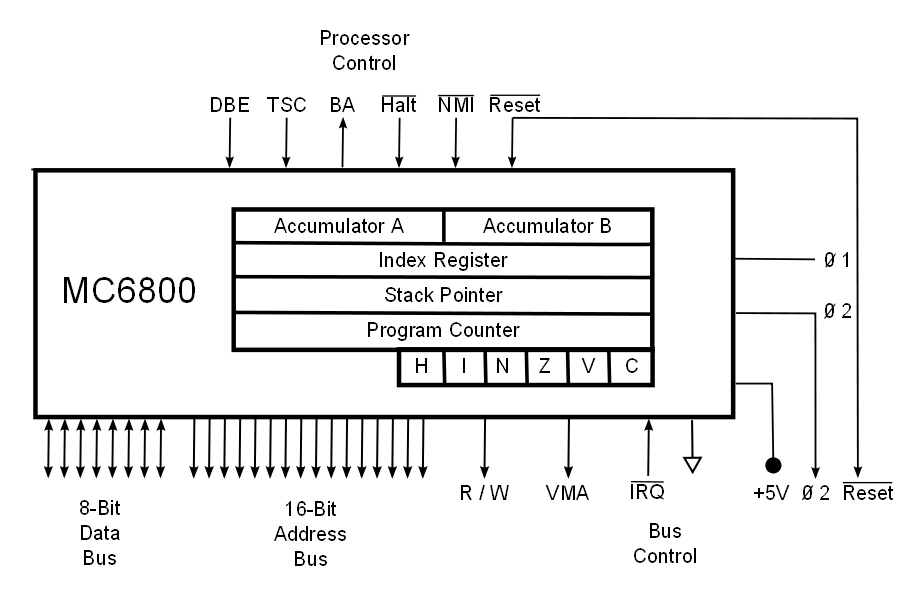
Schematická značka mikroprocesoru Motorola MC6800.

Motorola 6800 má 16bitovou adresní sběrnici, která umožňuje adresovat až 64 KiB paměti, a 8bitovou obousměrnou datovou sběrnici. Architektura a instrukční sada 6800 byla ovlivněna populárními minipočítači PDP-11 firmy Digital Equipment Corporation. 72 instrukcí se sedmi režimy adresování dávalo celkem 192 operačních kódů. Originál MC6800 pracoval s taktovací frekvencí až 1 MHz, pozdější verze měly maximální frekvenci 2 MHz.
Motorola kromě integrovaných obvodů dodávala kompletní systém pro vývoj programů v jazyce symbolických adres. Zákazník mohl používat software na vzdáleném počítači se sdílením času nebo vlastní minipočítačový systém. Motorola EXORciser byl stolní počítač s M6800 určený pro prototypování a ladění nových projektů. Rozsáhlý balíček dokumentace zahrnoval katalogové listy všech integrovaných obvodů potřebných pro vytvoření počítačového systému, dva programátorské manuály pro jazyk symbolických adres a sedmisetstránkový aplikační manuál popisující, jak navrhnout pokladní terminál.
Mikroprocesor 6800 byl oblíbeným stavebním prvkem při konstrukci počítačových periférií, elektronických testerech a pokladních terminálech. MC6802 uvedený na trh v roce 1977, obsahoval 128 bytovou RAM a oscilátor vnitřních hodin na čipu. Motorola vyráběla také jednočipové mikropočítače, jako MC6801 a MC6805, které obsahovaly na jediném čipu RAM, ROM a I/O, díky čemuž byly oblíbené v automobilových aplikacích.
V roce 1979 byla uveden 16bitový mikroprocesor Motorola 68000, který byl později rozšířen na 32 bitů. V roce 1999 bylo všechno co Motorola potřebovala vlastní analogové IC.

## Design MC6800
Motorola 6800 a Intel 8080 byly navrženy současně a byly si podobné svými funkcemi. Intel 8080 byl nadmnožinou Intel 8008, který byl založený na Datapoint 2200 procesoru. Architektura 6800 byla modelovaná podle procesoru DEC PDP-11. Oba byly kompatibilní s TTL logikou, měly 8bitovou obousměrnou datovou sběrnici, 16bitový ukazatel zásobníku a 16bitovou adresní sběrnici, která dovolovala používat až 64 KiB paměti a byly dodávány v pouzdře DIP se 40 vývody. Motorola 6800 měla dva osmibitové akumulátory a 16bitový indexový registr. Režim bezprostředního adresování umožňoval rychlý přístup k prvním 256 bajtům paměti. Mikroprocesor Intel 8080 měl více interních registrů a instrukce vyhrazené pro práci s I/O porty. Zatímco Intel 8080 po resetu vynuloval čítač instrukcí a začal provádět program od adresy 0, 6800 načetla hodnotu čítače instrukcí z nejvyšší adresy a začal provádět program od této adresy. Motorola 6800 používala třístavové řízení sběrnice, což dovolovalo vyřadit ovládání adresní sběrnice procesorem a umožňovalo dalším zařízením přímý přístup do paměti. Díky tomu mohl např. řadič disku přenášet data do paměti nebo z paměti bez zatížení procesoru.

## Ukázka kódu
Následující zdrojový kód v jazyce symbolických adres 6800 je procedura MEMCPY pro kopírování bloku dat zadané délky z jednoho místa v paměti na jiné.
```
        
; memcpy --

        
; Zkopíruje blok paměti z jednoho místa na jiné.

        
;

        
; Vstupní parametry

        
;      cnt - Počet bytů, které se mají kopírovat

        
;      src - Adresa zdrojového bloku

        
;      dst - Adresa cílového bloku

 

        
cnt
         
dw
      
$
0000

        
src
         
dw
      
$
0000

        
dst
         
dw
      
$
0000

        
memcpy
      
public

                    
ldab
    
cnt
+
1
       
;Nastav B = cnt.L

                    
beq
     
check
       
;Jestliže cnt.L=0, pak jdi na check

        
loop
        
ldx
     
src
         
;Nastav IX = src

                    
ldaa
    
ix
          
;Načti A z (src)

                    
inx
                 
;Zvětši src o 1

                    
stx
     
src

                    
ldx
     
dst
         
;Nastav IX = dst

                    
staa
    
ix
          
;Ulož A do (dst)

                    
inx
                 
;Zvětši dst o 1

                    
stx
     
dst

                    
decb
                
;Odečti 1 od B

                    
bne
     
loop
        
;Znovu na loop

                    
stab
    
cnt
+
1
       
;Nastav cnt.L = 0

        
check
       
tst
     
cnt
+
0
       
;Jestliže cnt.H=0,

                    
beq
     
done
        
;    pak konec

                    
dec
     
cnt
+
0
       
;Odečti 1 od cnt.H

                    
decb
                
;Odečti 1 od B

                    
bra
     
loop
        
;Znovu na loop

        
done
        
rts
                 
;Návrat

```